# Кенері-Ворф (станція)
51°30′22″ пн. ш. 0°00′57″ зх. д. / 51.5061° пн. ш. 0.015780555555556° зх. д.
Кенері-Ворф (англ. Canary Wharf) — станція Єлизаветинської лінії у Кенері-Ворф, Східний Лондон, Англія. Станція утворює штучний острів у Вест-Індських доках (Північний док).
П'ять верхніх рівнів станції є багатофункціональним комплексом — Crossrail Place. 

Знаходиться на відгалуженні до Аббі-вуд «Elizabeth line» між Вайтчепелом і Кастем-хаус, у 2-й тарифній зоні. 
Будівництво було розпочато у травні 2009 року, а станція була відкрита 24 травня 2022 року разом з рештою центральної частини. 

## Пересадки
- Метростанцію Кенері-Ворф
- Станції DLR
  - Кенері-Ворф
  - Поплар
  - Вест-Індія-Кі